# Stegotheca amissa
Stegotheca amissa är en fjärilsart som beskrevs av W. Warren 1900. Stegotheca amissa ingår i släktet Stegotheca och familjen mätare. Inga underarter finns listade i Catalogue of Life.